# جانوس كالمار
جانوس كالمار (بالمجرية: Kalmár János)‏ هو مبارز بالسيف مجري، ولد في 16 أبريل 1942 في بودابست في المجر.

## وصلات خارجية
- جانوس كالمار على موقع أوليمبيديا (الإنجليزية)
- جانوس كالمار على موقع اللجنة الأولمبية المجرية (الهنغارية)